# زاستاوا ۱۰

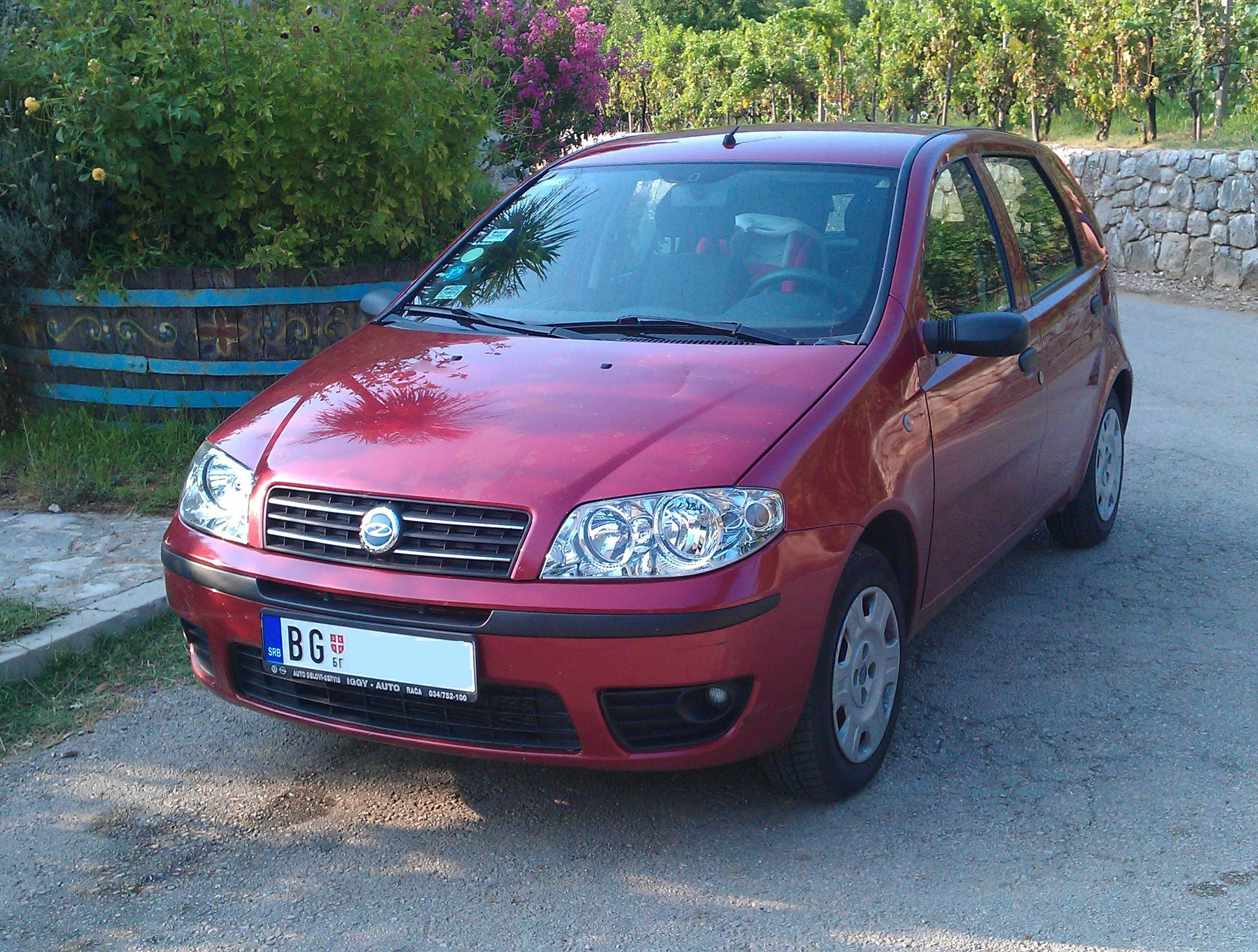

زاستاوا ۱۰ (به انگلیسی: Zastava 10) خودرویی است که از سال ۲۰۰۶ تا ۲۰۰۸ توسط شرکت خودروسازی زاستاوا، در شهر کراگویواتس، صربستان تولید می‌شود. زاستاوا ۱۰ که بر پایه خودروی فیات پونتو ساخته شده‌است، در کلاس هاچ‌بک سوپرمینی قرار می‌گیرد و تاکنون در کشورهای صربستان، بلغارستان و آلبانی عرضه شده‌است.